# Коэч, Питер
Питер Коэч (род. 18 февраля 1958 года, Килибвони, район Нанди, Рифт-Валли, Кения) — кенийский легкоатлет, бегун на длинные дистанции, серебряный призёр Олимпийских игр 1988 года в Сеуле в беге на 3000 метров с препятствиями. В течение трёх лет был обладателем мирового рекорда на этой дистанции, показав в 1989 году 8.05,35.
В настоящее время живёт в Альбукерке, шт. Нью-Мексико с женой и тремя детьми. Продолжает выступать в соревнованиях для спортсменов старшего возраста, в 1998 году в возрасте 40 лет выиграл en:Boilermaker Road Race в своей возрастной категории.

## Достижения
| Год  | Соревнования     | Город   | Место | Результат         | Дата |
| ---- | ---------------- | ------- | ----- | ----------------- | ---- |
| 1987 | Африканские игры | Найроби | 3     | 5000 м — 13.44,94 |      |